# Pegasus (stjärnbild)
För andra betydelser, se Pegasus.
Pegasus är en stjärnbild på norra stjärnhimlen. Den är en av de 88 moderna stjärnbilderna som erkänns av den Internationella Astronomiska Unionen.

## Historik
Pegasus var en av de 48 stjärnbilderna när dessa listades av astronomen Klaudios Ptolemaios på 100-talet e. Kr. i sitt samlingsverk Almagest.

## Mytologi
Pegasos (latin: Pegasus) är i grekisk mytologi en bevingad häst som användes av hjälten Bellerofon när denne besegrade monstret Chimaira. Pegasos bar även guden Zeus blixtar.

## Stjärnor

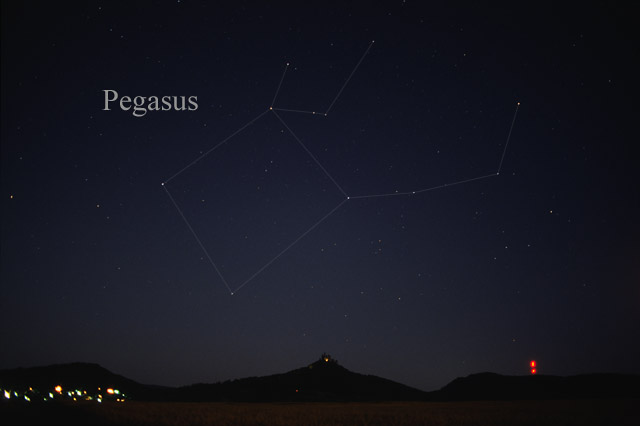
Stjärnbilden Pegasus som den kan ses med blotta ögat.

Pegasus kännetecknas av asterismen Den stora kvadraten i Pegasus, som består av tre stjärnor i Pegasus och en i Andromeda: Alfa, Beta och Gamma Pegasi och Alfa Andromeda.  Den ljusstarkaste stjärnan i Pegasus är emellertid Enif, med Bayer-beteckningen Epsilon Pegasi, som har magnitud 2,39.
- α - Markab (Alfa Pegasi) är en jättestjärna med spektraltyp B9 III och magnitud 2,48. Trots Bayer-beteckningen är den bara den tredje ljusstarkaste stjärnan i Pegasus. Egennamnet kommer från arabiska Markab och betyder “hastens sadel”.
- β - Scheat (Beta Pegasi) är en röd stjärna som i sin utveckling är på väg att bli en jätte. Den har magnitud 2,42 och är därmed näst ljusstarkast i stjärnbilden. Namnet Scheat kommer från arabiska Al Sā’id och betyder “overarm”.
- γ - Algenib (Gamma Pegasi) är en variabel av typen Beta Cephei och varierar I magnitude 2,78-2,89 med en period av 0,1575 dygn.
- ε - Enif (Epsilon Pegasi) är en orange superjätte och ljusstarkast i Pegasus med 2,39. Namnet Enif kommer från arabiska och betyder ”nosen”. Stjärnan markerar just pegasens nos.
- ζ - Homam (Zeta Pegasi) är en stjärna i huvudserien med magnitud 3,41. Den är en pulserande variabel med perioden 22,952± 0,804 timmar och roterar snabbt, med en hastighet på mellan 140 och 210 km/s.
- η - Matar (Eta Pegasi) är en dubbelstjärna med magnitud 2,95.
- θ - Biham (Theta Pegasi) är av spektralklass A2 V och magnitud 3,53.
- μ - Sadalbari (My Pegasi) är en gul jättestjärna med spektralklass G8 III och magnitud 3,51.
- 51 Pegasi är en stjärna i huvudserien som liknar solen, är av spektraltyp G5 V och magnitud 5,49. Stjärnan har den första planeten som upptäcktes runt en sollik stjärna utanför solsystemet. Exoplaneten, 51 Pegasi b upptäcktes den 6 oktober 1995. Den har minst halva Jupiters massa och har fått smeknamnet Bellerophon.
- IK Pegasi är en dubbelstjärna med magnitud 6,08. Den ljusare komponenten är en stjärna i huvudserien som klassificeras som variabel av Delta Scuti-typ. B-komponenten är en vit dvärg som är den närmast kända supernovakandidaten. Den beräknas explodera som en supernova av typ Ia, när dess följeslagare förvandlats till röd jätte.

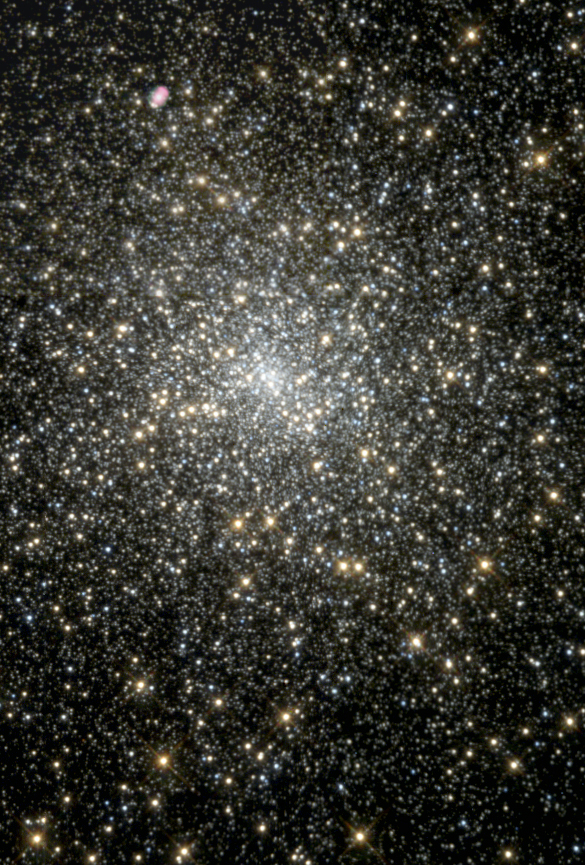
M15 fotograferad av rymdteleskopet Hubble. Den planetariska nebulosan Pease 1 syns som ett suddigt rödaktigt objekt nära övre vänstra hörnet.

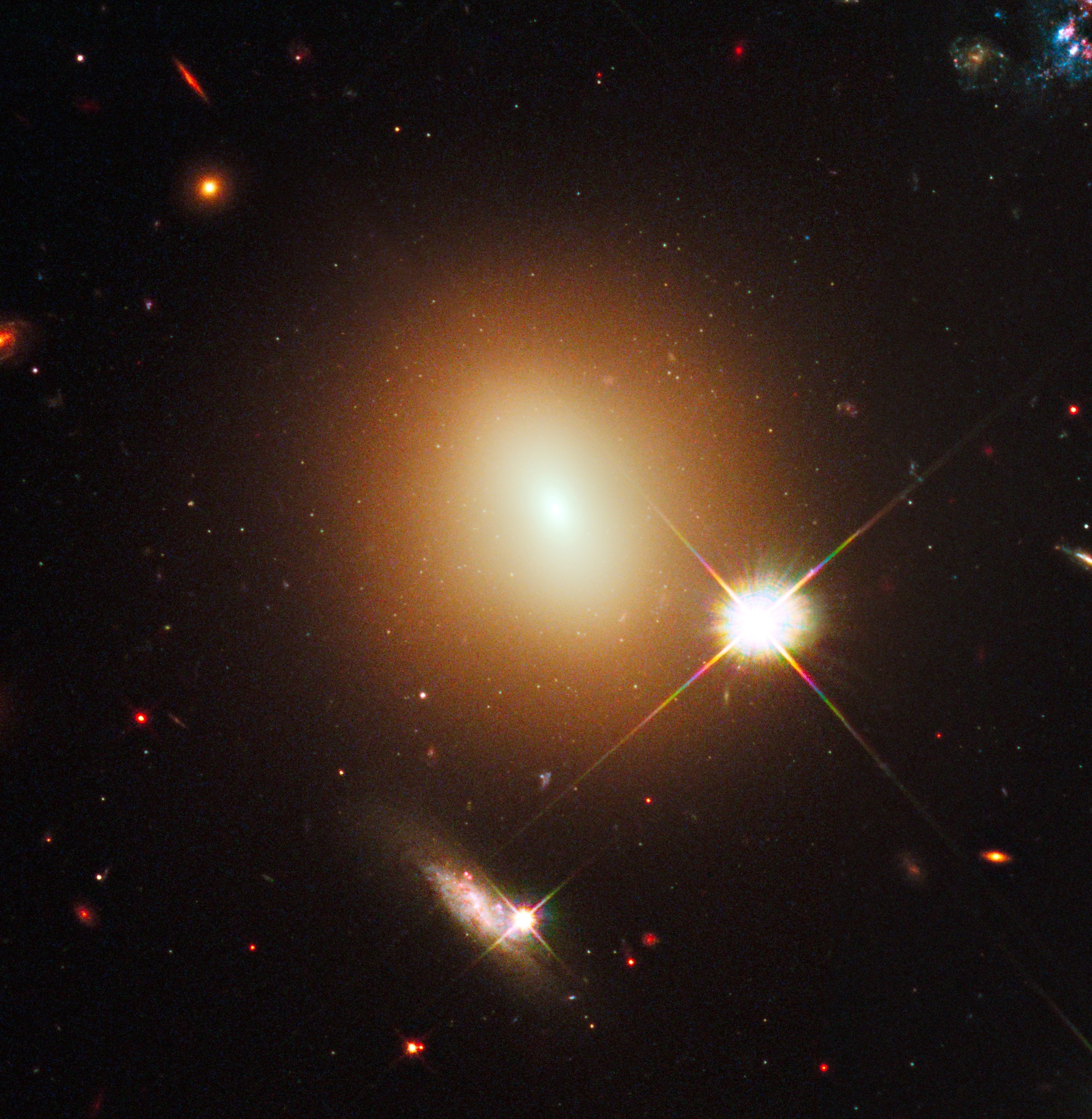
NGC 7317, en av galaxerna i Stephans kvintett.

## Djuprymdsobjekt
I stjärnbilden ligger ett antal intressanta objekt, bland annat ett Messierobjekt.

### Stjärnhopar
- Messier 15 (NGC 7078) är en klotformig stjärnhop med magnitud 6,2 som består av drygt 100000 stjärnor och har absolut magnitud -9,2. Stjärnhopens uppskattade ålder är 13,2 miljarder år, vilket gör den till en av de äldsta kända. I stjärnhopen återfinns också Pease 1, en av de fyra enda kända planetariska nebulosorna som ligger inne i en klotformig stjärnhop. M15 innehåller också de två röntgenkällorna Messier 15 X-1 och Messier 15 X-2.

### Galaxer
- NGC 1, NGC 23 och NGC 7217 är spiralgalaxer.
- NGC 7315 är en elliptisk galax.
- NGC 7331 (Caldwell 30) är en spiralgalax.
- NGC 7479 (Caldwell 44) är en  stavgalax.
- NGC 7673 är en oregelbunden spiralgalax.
- NGC 7742 är en spiralgalax.
- NGC 7753 är en stavgalax med NGC 7752 som satellitgalax. NGC 7752 är en stavgalax.
- NGC 7814 (Caldwell 43) är en spiralgalax.

### Galaxhopar
- Stephans kvintett (HCG 92) är en galaxhop bestående av fem galaxer som upptäcktes 1877 av Édouard Stephan. Stephans kvintett är den mest studerade av alla galaxhopar. Den starkast lysande medlemmen är spiralgalaxen NGC 7320. Övriga galaxer har NGC-numren NGC 7317, NGC 7318a, NGC 7318b och NGC 7319. Galaxerna kommer så småningom att smälta samman till en enda elliptisk galax och har som sådan fått beteckningen HCG 92.

### Kvasarer
- Einsteins kors består av en kvasar (Q2237+030) bakom en gravitationslins som bryter ljuset och ibland skapar så många som fyra avbilder av kvasaren. Dessa bildar ett kors, därav namnet.

Gravitationslinsen består av en galax  som ligger på 400 miljoner ljusårs avstånd från jorden. Kvasaren ligger på 8 miljarder ljusårs avstånd, d.v.s. 20 gånger så långt bort.

## Landskapsstjärnbild
Pegasus är Västerbottens landskapsstjärnbild.